# Ronderosia cinctipes
Ronderosia cinctipes är en insektsart som först beskrevs av Bruner, L. 1906.  Ronderosia cinctipes ingår i släktet Ronderosia och familjen gräshoppor. Inga underarter finns listade i Catalogue of Life.